# 吕多陨击坑

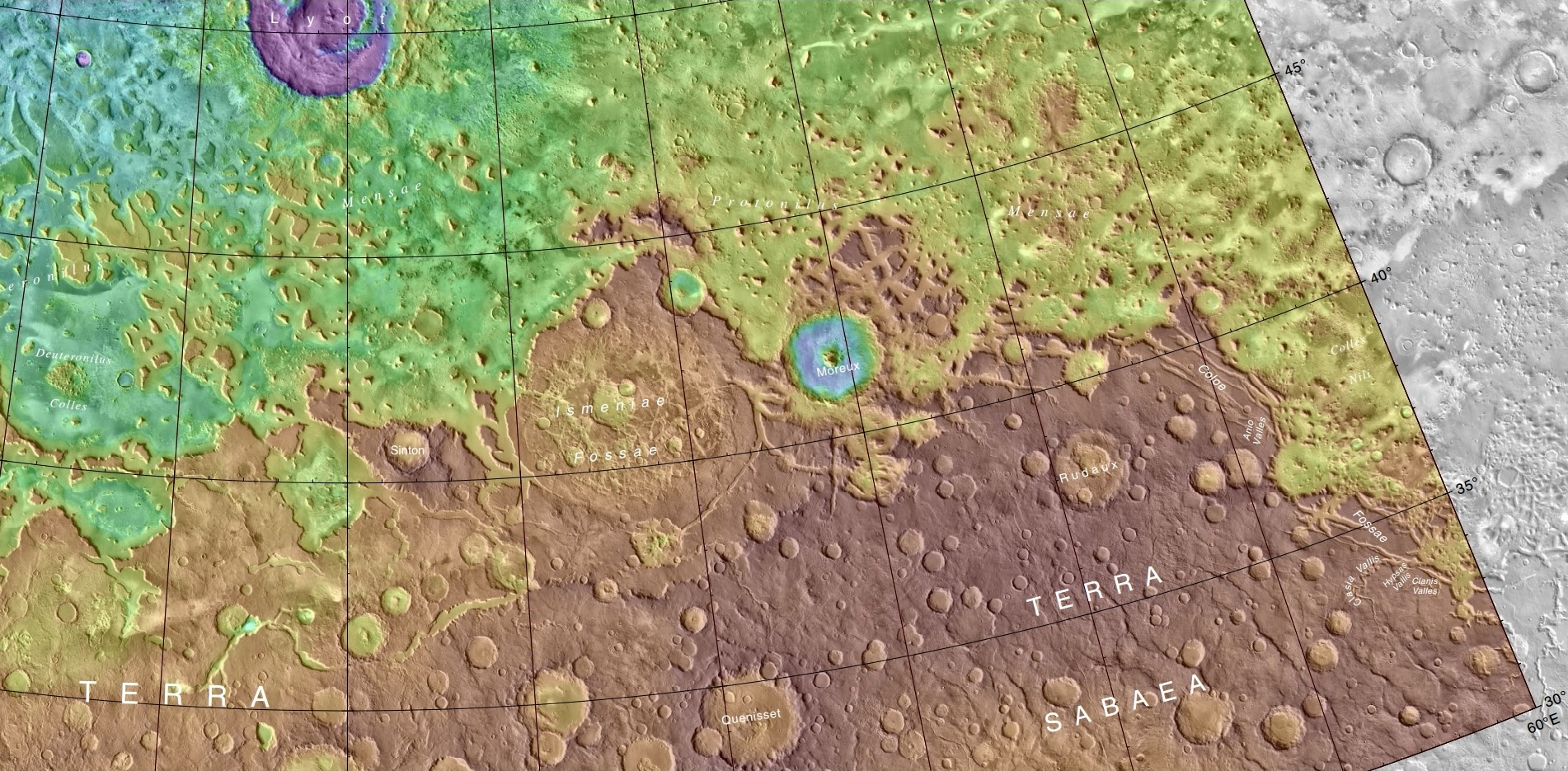
显示了吕多陨击坑及附近其它坑的激光高度计地图，颜色表示高程。

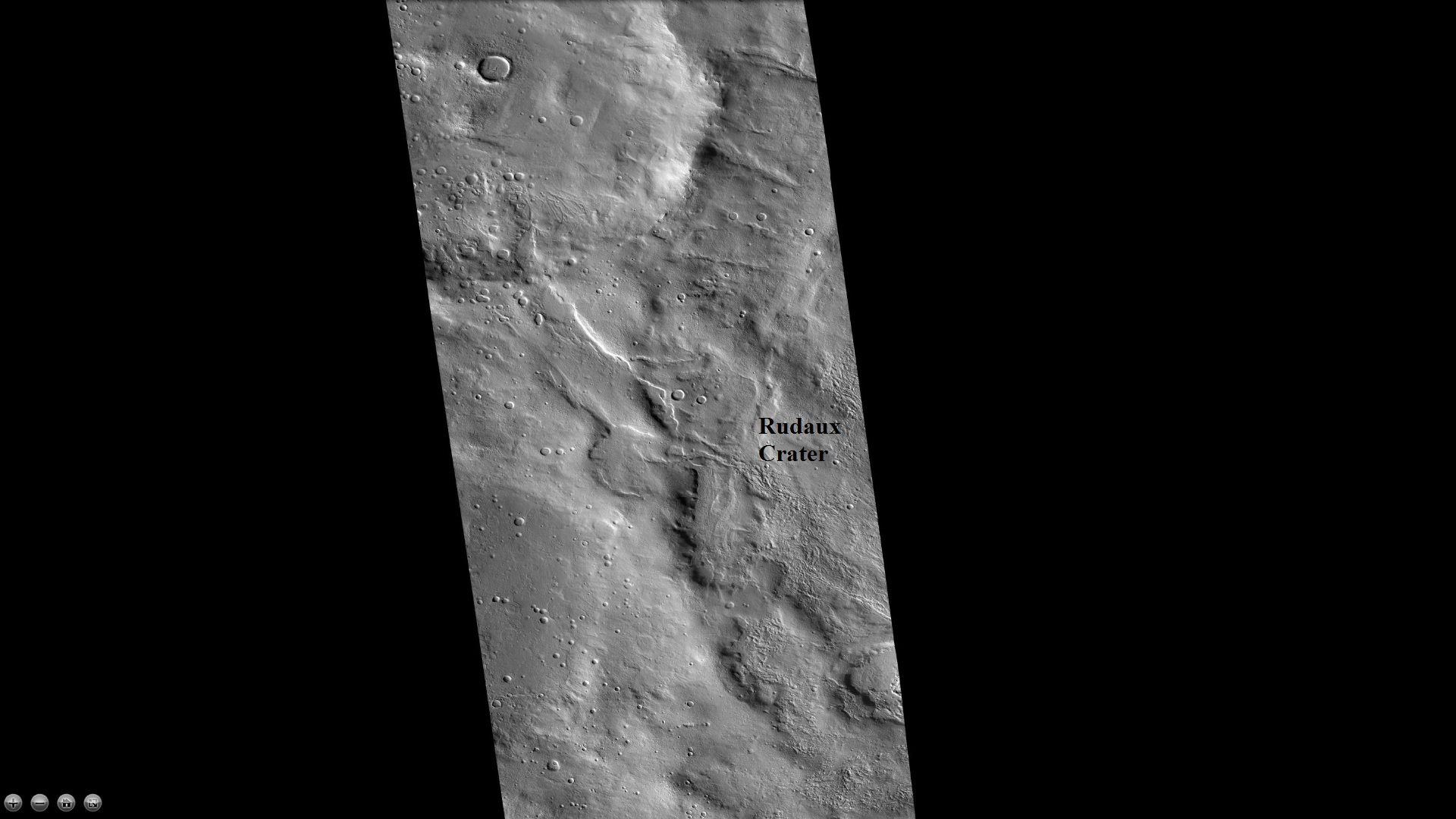
火星勘测轨道飞行器背景相机拍摄的吕多陨击坑西侧边缘。

吕多陨击坑（Rudaux）是火星伊斯墨诺斯湖区的一座撞击坑，中心坐标位于北纬38.3度、西经309.1度处，直径107公里（66英里）。其名称取自法国艺术家暨天文学家卢西恩·吕多（1874年–1947年），1973年被国际天文联合会行星系统命名工作组批准接受。

## 另请查看
- 火星气候
- 火星地质
- 撞击事件
- 火星撞击坑